# François de Bar
François de Bar (Seizencourt, 1538 – Pecquencourt, 25 de março de 1606) foi um monge beneditino e erudito francês.

## Biografia
Nasceu em Seizencourt, perto de Saint-Quentin, e, tendo estudado na Universidade de Paris, ingressou na Ordem de São Bento. Logo se tornou prior da Abadia de Anchin, perto de Pecquencourt, e passou grande parte do tempo na valiosa biblioteca do mosteiro, estudando a história eclesiástica, especialmente a de Flandres. Ele também fez um catálogo dos manuscritos da Abadia de Anchin e anotou muitos deles. Durante a Revolução Francesa, seus manuscritos foram levados para a biblioteca de Douai.
Bar morreu na Abadia de Anchin em 25 de março de 1606.